# Перліт

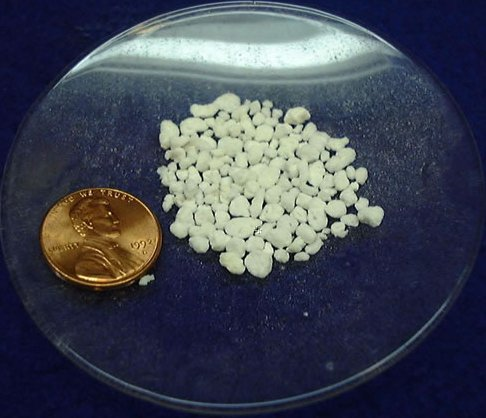
Перліт.

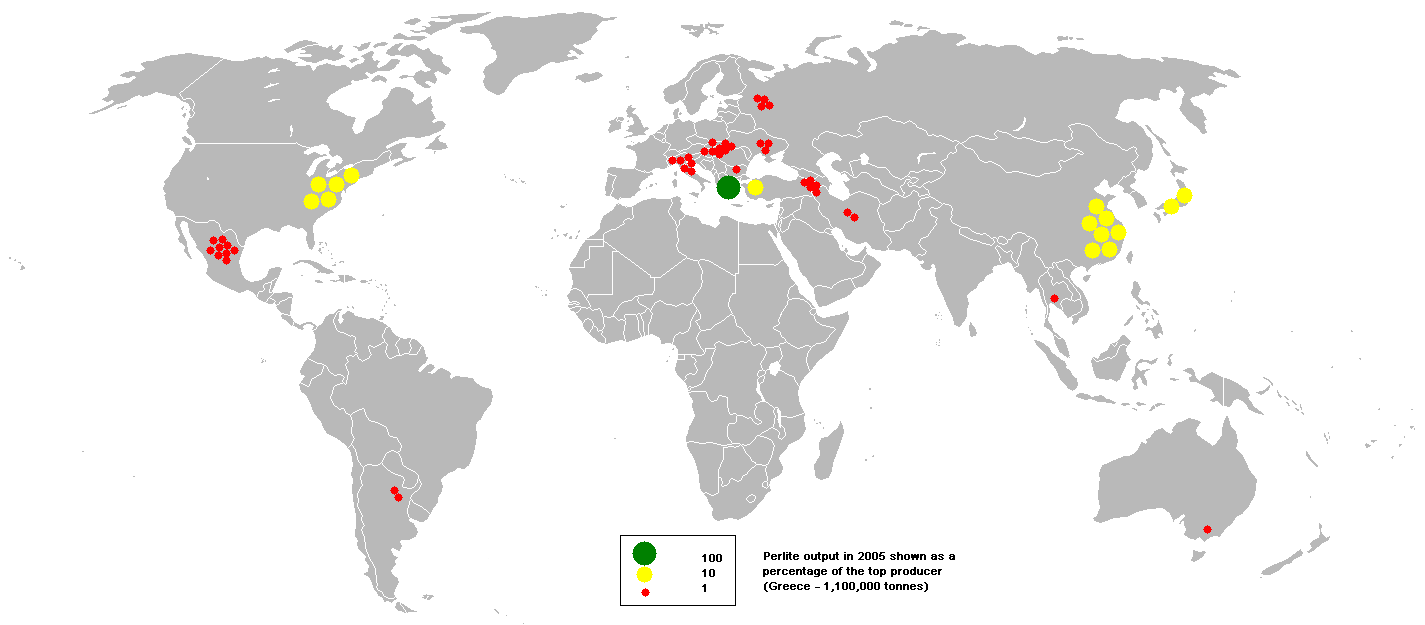
Виробництво (видобуток) перліту у світі у відсотках для кожної окремо взятої країни в 2005 році порівняно з лідером Грецією (100% = 1 100 000 тонн).

Перлі́т — кисле водовмісне вулканічне скло з характерною концентрично-сферичною окремістю, за якою воно розколюється на кульки, що мають дещо іризуючу поверхню (нагадують перлини).

## Загальний опис
У складі перліту міститься не менше 1,5 % конституційної води, а також включення, представлені вкраплениками і мікролітами (кварц, калінатровий польовий шпат, плагіоклаз, біотит, амфібол), сферолітами (агрегат калінатрового польового шпату і однієї з модифікацій SiO2) і вторинними мінералами (цеоліти, монтморилоніт).
За текстурою розрізнюють перліти пористі і масивні. Перліти утворюються при гідратації вулканічного скла, що відбувається або безпосередньо при охолоджуванні вулканічних тіл і перерозподілі води, що міститься в них під впливом перепаду температури і тиску, або через значний після утворення скла проміжок часу під впливом гідротермальних розчинів і поверхневих вод. Відповідно в залежності від часу гідратації скла виділяють первинні і вторинні перліти.

## Склад і властивості
Середній хімічний склад за Р. Делі (%):
SiO2 — 68 — 76;
TiO2 — 0,1 — 0,5;
Al2O3 — 11 — 14;
Fe2O3 — 0,2 — 1;
FeO — 0,4 — 1,5;
СаО — 0,5 — 1,5;
Na2O — 2 — 4;
К2О — 1,5 — 4;
Н2О+ — 1 — 9.
Густина 2,30 — 2,39.
Пористість 1,8 — 70 %.

## Поширення і застосування
Перліти поширені в районах розвитку продуктів палеоген-четвертинного вулканізму (наприклад, у Закарпатті). Застосовують як тепло- і звукоізоляційний матеріал. Но-Агуа — найбільше у світі родовище і кар'єр з видобутку перліту.

## Видобуток
У 2020 році в усьому світі було видобуто 4,2 мільйона тонн перліту. Найбільшими видобувними країнами були Китай, за ним йшли Туреччина, Греція (на острові Мілос) і США, на які разом припадало 92% світових обсягів видобутку.

## Інтернет-ресурси
- The Perlite Institute
- Mineral Information Institute – perlite
- "That Wonderful Volcanic Popcorn." Popular Mechanics, December 1954, p. 136.
- CDC – NIOSH Pocket Guide to Chemical Hazards